# District hospitalier d'Ostrobotnie du Sud
Le district hospitalier de l'Ostrobotnie du Sud (sigle EPSHP) est un district hospitalier regroupant les municipalités de la province de l'Ostrobotnie du Sud.

## Municipalités membres
| - Alajärvi - Alavus - Evijärvi - Ilmajoki - Isojoki - Isokyrö - Karijoki - Kauhajoki - Kauhava | - Kuortane - Kurikka - Lappajärvi - Lapua - Seinäjoki - Soini - Teuva - Vimpeli - Ähtäri |

## Hôpitaux du district
- Seinäjoen keskussairaala (Seinäjoki)
- Törnävän sairaala (Seinäjoki)